# Friedrich Friedländer

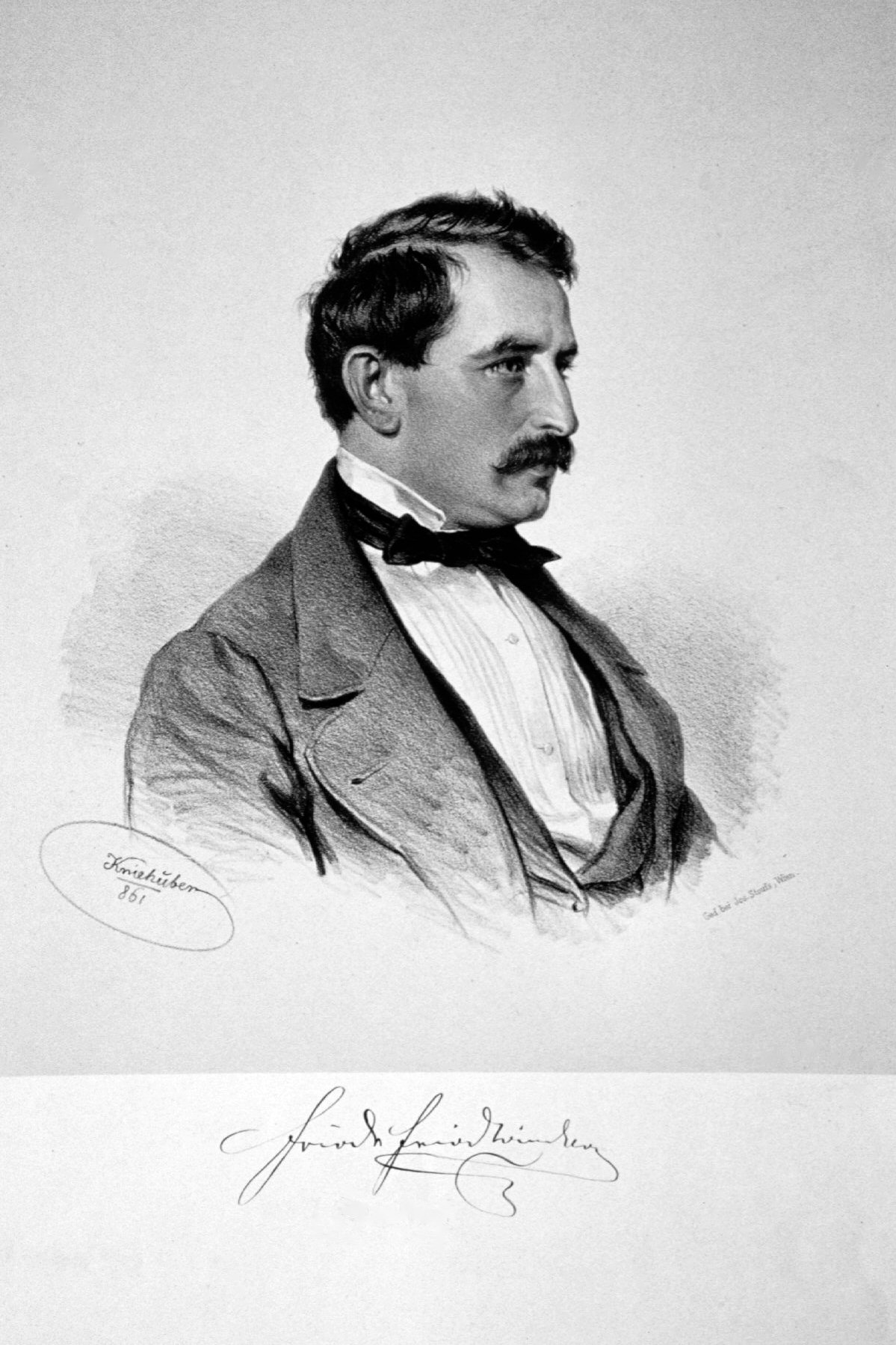
Friedrich von Friedländer-Mahlheim, Lithographie von Josef Kriehuber, 1861

Friedrich Friedländer, 1889 als Ritter von Malheim nobilitiert (* 10. Januar 1825 in Kohljanowitz in Böhmen; † 13. Juni 1901 in Wien), war ein deutsch-böhmischer Genremaler.

## Leben
Friedländer studierte an der Wiener Akademie und trat anschließend in das Atelier von Ferdinand Georg Waldmüller ein. Eine erste Studienreise führte ihn 1850 nach Italien. Von seinem Mäzen, dem Kunstsammler Rudolf von Arthaber, wurde er 1852 nach Düsseldorf geschickt und kam 1854 nach Paris. Er ließ sich 1856 in Wien nieder, wo er 1866 Mitglied der Akademie und 1871 akademischer Rat wurde.
Zunächst hatte er sich der Historienmalerei gewidmet, wandte sich seit 1854 jedoch dem Genrebild zu. Nach dem Deutschen Bruderkrieg von 1866 widmete er sich verstärkt der Schilderung des Lebens von Invaliden. Dieses Thema griff er immer wieder auf und wandelte es bis zum Ende seines Lebens immer wieder ab.  Er malte insbesondere Szenen aus dem Wiener Volks- und dem Soldatenleben. Seine Spezialität bestand in der Schilderung des beschaulichen Lebens in Invalidenhäusern, wobei sich hier einige Werke in den Beständen des Wiener Heeresgeschichtlichen Museums befinden. Friedländer war 1869 einer der Gründer der Wiener Künstlergenossenschaft und wurde 1889 mit dem Titel „von Malheim“ in den Adelstand erhoben. Im Sommer 1872 unternahm er eine Studienreise nach Württemberg und wurde durch die Maler Ludwig Knaus und Benjamin Vautier beeinflusst. Er malte Szenen aus dem schwäbischen Bauernleben und Kostümbilder.
Friedländer war Mitglied der Corps Hassia Darmstadt, Franconia Berlin und Teutonia Wien. Von 1851 bis 1853 gehörte Friedländer dem Düsseldorfer Künstlerverein Malkasten an. Im Jahr 1888 wurde er mit der Erzherzog-Carl-Ludwig-Medaille ausgezeichnet.

## Familie
Friedländer war verheiratet und hatte mehrere Kinder, die sich ebenfalls der Malerei widmeten:
- Camilla Friedländer, Edle von Malheim (1856–1928) wurde Stilllebenmalerin[4]
- Alfred Friedländer, Ritter von Malheim (1860–1933) wurde Genremaler[5]
- Hedwig Friedländer, Edle von Malheim (1863–1945) wurde Genre-, Porträt- und Stilllebenmalerin[6]

## Werke
Zwischen seinen beiden für das Schloss Belvedere erworbenen Werken Volk aus einem Amtsgebäude auf die Straße strömend (1859) und Erdbeerlieferanten (1872), liegt eine Vielzahl von fein charakterisierten und gemütvoll aufgefassten Genrebildern.

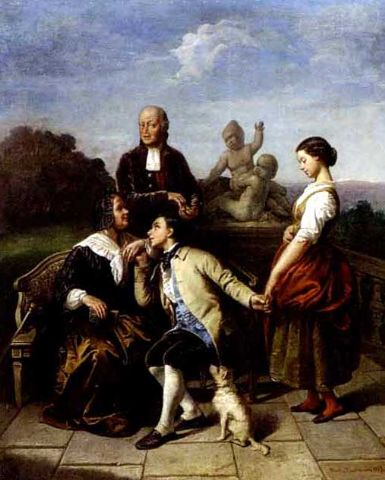
Brautschau im Park (1857)

- Tod des Tasso im Kloster San Onofrio 1595 (1852, kam in den Besitz des österreichischen Kaisers)
- Hans Heimling nach der Schlacht von Nancy im Hospital zu Brügge
- Die Ermahnung (1857)
- Die kindliche Bitte (1858)
- Kirchweihfest in Mariabrunn (1863)
- Das Versatzamt (1866)
- Die Politiker (1866)
- Die reuige Tochter (1867)
- Rückkehr ins Vaterhaus (1868)
- Der neue Kamerad (1869)
- Die Invaliden (1871)
- Die ungelegene Einquartierung (1871)
- Die Liebeserklärung (1872)
- Erdbeerlieferanten (1872, Wiener Hofmuseum)
- Der Zither spielende Invalide
- Invaliden im Weinkeller
- Invaliden in der Kantine (1875, Wiener Hofmuseum)
- Schwäbisches Mädchen in der Kirche (1877, kam ins Prager Rudolfinum)
- Der Maler und die Invaliden (1889, Museum der Stadt Wien)